# Амір-Гамза II
Амір-Гамза II (*д/н — 1787) — уцмій Кайтазький у 1747—1787 роках, за правління якого держава досягла найбільшого розвитку. Водночас почалися процеси, які зрештою призвели до занепаду Кайтага. Час 40-річного правління Амір-Гамзи відзначено найбільш інтенсивним процесом втручання Кайтазького уцмійства у справи дагестанських держав та боротьбою за північний Азербайджан.

## Життєпис

### Молоді роки
Походив з династії Амір-Гамзи. Син Хан-Мухаммеда. Про дату та місце народження немає відомостей. Разом з батьком та дідом Ахмед-ханом, уцмієм Кайтазьким набував досвіду в політичних та військових справах. Ймовірно брав участь у походах діда проти персів у 1740-х роках. В цей час помер Хан-Мухаммед. Тому після раптової смерті Ахмед-хана, Амір-Гамза стає новим уцмієм Кайтага.

### Зовнішня політика
Володар уцмійства проводив політику, спрямовану на збереження самостійності та незалежності стосовно трьох сусідніх держав — Російської імперії, Персії та Османської імперії. Активно відносини уцмійства складалися з Дербентським ханством та Табасаранським кадійством, де правив його небіж Рустам-бек. До того ж північно-табасаранська громада Дюбек входить до складу уцмійства. Успішним діям Амір-Гамзи сприяла боротьба в Персії після вбивства Надір-Шаха у 1747 році, в результаті чого перси залишили північний Азербайджан та Дербент.
У 1762 році в союзі з Муртазалою, шамхалом Тарковським, кадієм Табасаранським допоміг Фаталі-ханану, володарю Кубинського ханства приєднати до своїх земель Дербентське ханство, вигнавши його володаря Хусейн-хана. При здачі міста на вимогу Хусейн-хана для ведення переговорів був направлений уцмій Амір-Гамза II, якому Гусейн-хан запропонував управляти містом на спільних правах. Дізнавшись про це, міське населення пригрозило уцмію і Гусейн-хану збройним повстанням. Бачачи настрій населення, уцмій відмовився від пропозиції правителя Дербента.
У 1763 році успішно втручався у внутрішні справи Тарковського шамхальства, підтримавши разом з Фаталі-ханом, кумицькими володарями Теміром і Алишем Хамзіними, аварским ханом Нуцал-ханом претендента на трон Тішсіза, що став шамхалом під ім'ям Баммата I. Проте він не протримав довго — на шамхальському троні затвердився Муртузалі II, незважаючи на протидію Амір-Гамзи II.
У 1773 році виник конфлікт з Росією внаслідок затримання академіка Самуїла Гмеліна[джерело?], який помер в аулі Ахмедкент. Проте Росія, яка на той час вела війну проти Османської імперії не стала загострювали відносини з Амір-Гамзою II.
У 2-й пол. 70-х рр. XVIII. ст. на чолі із уцмієм Амір-Гамзою II та Мухаммед-хан, володарем Газікумухського ханства, в Дагестані складається нова коаліція, спрямована проти Кубино-Дербентського правителя Фаталі-хана. Спочатку Амір-Гамза II зумів захопити Дербент, але Фаталі-хан при підтримці Муртазалі II, шамхала Тарковського, витіснити уцмія з цього міста. У липні 1774 року Амір-Гамза разом із своїми союзниками — Газікумухським ханством та Тарковським шамхальством — завдав поразки Фаталі-хану у битві при Гавдушані. В результаті Амір-Гамза знову намагався зайняти Дербент (його захищала сестра уцмія Туту-біке), а його союзник Мухаммед-хан захопив Кубу. Частину війська відправив на підкорення Баку, але зазнав невдачі. В цей час втрутилася Російська імперія, пригадавши Амір-Гамзі смерть академіка Гмеліна. Російські війська на чолі із генералом де Медемом рушила до Дербента, де наприкінці березня у битві при Іран-Хараб завдала поразки війську Амір-Гамзи II, чим зняла 9-місячну облогу Дербента. Незабаром уцмія вимушений був залишити володіння Фаталі-хана.
Після виведення основної частини російських військ з Дагестану в Табасаранському майсумстві за допомогою уцмія Амір-Гамзи II та його союзника Рустем-бека, Табасаранського кадія владу захопив Алі-Кулі-Саїд, змінивши Новруз-бека, тісно пов'язаного з Кубинським ханством. Фаталі-хан вимагав вигнання узурпатора, прагнучи відновити на майсумському троні свого ставленика. Розпочалася нова війна між уцмієм і Фаталі-ханом. За допомогою Російської імперії Фаталі-хану вдалося здобути перемогу в цій боротьбі над Амір-Гамзою II та Рустам-беком. Таке завершення подій навколо майсумства ще більше посилило суперечності Амір-Гамзи з Фаталиі-ханом. Спроби російського представника майора Фромгольда налагодити мир між суперниками не мали успіху.
У 1777 році Амір-гамза II уклав військовий союз з Фаталі-ханом проти Шемахського ханства. У 1778 році уцмій приймає пропозицію перського шаха Керім-хана Зенда виступити з Гідаят-хано Гілянським проти Фаталі-хана й його союзника Тала-хана Джавадського. Того ж року уцмій Амір-Гамза II, зібравши до 3 тисяч кінноти, пройшов через Дербент, Кубинське ханство, Ширван, захопив і розграбував міста Ардебіль й Ганджу, потім з величезною здобиччю повернувся у своє володіння. Цей похід значно підняв престиж Амір-Гамзи.
У 1781 році Амір-Гамза разом з Муртазалі II, шамхалом Тарковським, бере участь у поході дагестанських та азербайджанських володарів проти військ Ага-Мухаммеда-хана Каджара, шаха Персії. Разом з тим протистояння з Фаталі-ханом тривало до самої смерті Амір-Гамзи II у 1787 році. Владу успадкував його молодший брат Устар-хан.

### Внутрішня політика
Водночас починаються процеси розпаду Кайтазької держави, протиріччя всередині панівної династії сприяли ослабленню уцмійства зсередини. За наказом уцмія посилюється гноблення селянства, простежується політика із зменшенням прав сільських громад, джамаатів. У 1752 році відбулося потужне повстання теркменців та гірських євреїв проти влади уцмія. Разом з тим все більше ваги набирають беки. Проте завдяки сильній волі Амір-Гамзи II вдавалося приборкувати найнеспокійніших феодалів.